# İmralı
Imrali er en ø i Marmarahavet. Øen har et areal på 9,98 km2 og det højeste punkt er 217 moh.
Øen er omdannet til et fængsel, som Robben Island. Her sidder Abdullah Öcalan fængslet siden 1999.